# Sphragifera hexagona
Sphragifera hexagona är en fjärilsart som beskrevs av Felix Bryk 1948. Sphragifera hexagona ingår i släktet Sphragifera och familjen nattflyn. Inga underarter finns listade i Catalogue of Life.